# Walther von Miller

Walther von Miller (1945)

Walther von Miller (* 17. Februar 1894 in München; † 16. September 1978 ebenda) war Rechtsanwalt, Zweiter Bürgermeister (1949–1956) und Kulturreferent der Stadt München.

## Leben
Walther von Miller war der Sohn von Oskar von Miller, über welchen er 1932 eine Biografie verfasste.
Miller studierte Rechtswissenschaften. Seine Doktorarbeit 1922 hatte das Thema Die Finanzhoheit des Reiches und der Länder nach der Reichsverfassung vom 11. August 1919. Miller heiratete Irma Scholl (1898–1988). 1932 war Walter Seuffert in eine jüdische Anwaltskanzlei eingetreten, ab 1933 wurde Miller Sozius in der Kanzlei. Seuffert spezialisierte sich auf die Beratung jüdischer Emigranten. Seuffert machte Auslandsreisen unter anderem zu Ludwig Quidde nach Genf. 1940 verhaftete die Gestapo Seuffert und warf ihm Hochverrat vor. Seuffert blieb vier Wochen in Haft und wurde 1941 zur Wehrmacht eingezogen. Wilhelm Schmidhuber, Conrado José Kraémer, Heinrich Wilhelm Ickrath, Karl Helmut Schnell sowie Miller gehörten zum Montagskreis um den Leiter der Abwehr Außenstelle AST Luft im Wehrkreis VII (München) Josef Müller. Im Sommer 1945 gehörte Miller zu den führenden Köpfen der bürgerlich konservativen Kräfte, die sich mit der Absicht sammelten, eine als Gegengewicht zu SPD und KPD gedachte Partei zu gründen.
Bei der Gründung des Bezirksverbandes der CSU in München wurde Miller 1945 bis Ende 1946 der erste Bezirksvorsitzende. Nach 1945 gehörte Miller zum Mittwochskreis beim Ochsensepp. Ab Oktober 1945 gehörte er dem Münchner Stadtrat an und war von 1949 bis 1956 Kulturreferent der bayrischen Landeshauptstadt. 1959 erhielt er die Goldene Bürgermedaille der Landeshauptstadt München und wurde im gleichen Jahr mit dem Bayerischen Verdienstorden ausgezeichnet.

## Siegestor ein Mahnmal gegen den Krieg

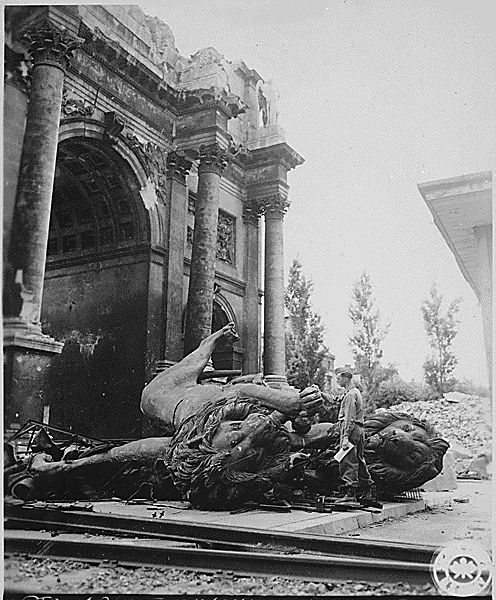
Quadriga Löwen auf der Leopoldstraße 1945

In der Auseinandersetzung um die Restaurierung des Siegestores fasste Miller seine Auffassung in der Bemerkung zusammen, dass es wichtiger wäre, in Erinnerung zu behalten, was im letzten Krieg geschah, als das Siegestor wieder vorzeigbar zu machen. Obwohl er nicht ausdrücklich erklärt wurde, half der Wunsch, die Erinnerung an den Krieg zu behalten, zu entscheiden, welche Seite des Siegestores für eine didaktische Erinnerung nur teilsaniert werden sollte. Die vom historischen Zentrum sichtbare Südseite war für die didaktischen Zwecke geeigneter.
Zu den Olympischen Spielen 1972 wurde die mit Löwen bespannte Quadriga, die in der „königlichen Erzgiesserey“ gegossen wurde, als Walther von Millers Großvater Ferdinand von Miller dort Inspektor war, wieder auf dem Siegestor aufgestellt.